# 2003 TL58
2003 TL58 est un objet transneptunien faisant partie des cubewanos. 

## Caractéristiques
2003 TL58 mesure environ 180 km de diamètre.